# Elías Benito
Elías Benito Pozo (Madrid, España, 12 de mayo de 1959) es un exfutbolista español que se desempeñaba como centrocampista.

## Clubes
| Club                       | País   | Año       |
| -------------------------- | ------ | --------- |
| Rayo Vallecano             | España | 1980-1983 |
| Cádiz C. F.                | España | 1983-1989 |
| Asociación Deportiva Ceuta | España | 1989-1990 |